# Raúl Castro Stagnaro
Raúl Eduardo Castro Stagnaro (Lima, 5 de julio de 1952) es un abogado y político peruano. Miembro del Partido Popular Cristiano, fue congresista de la república durante el periodo 2006-2011.

## Biografía
Nació en el distrito de Miraflores, ubicado en la ciudad de Lima, el 5 de julio de 1952.
Realizó sus estudios escolares en el Colegio Italiano Antonio Raimondi en el distrito de La Molina y luego ingresó a la Pontificia Universidad Católica del Perú, donde estudió la carrera de Derecho en 1970 y logró graduarse en 1975.
Es director del Estudio Castro Stagnaro & Asociados Abogados.

## Carrera política
Raúl Castro se inicia en la política como militante del Partido Popular Cristiano desde mayo de 1980. Dentro del partido, ejerció como secretario nacional de política entre 1992 y 1999, secretario nacional de movilización entre 1986 y 1988 y jefe del Comando Nacional de Campaña entre 1988 y 1992. También ha ejercido como vicepresidente del PPC de 1999 al 2006 y secretario general del partido desde 2006 hasta el 2011. Es además miembro del Comité Ejecutivo Nacional del partido.
Su primera participación en la política fue en las elecciones municipales de 1986, donde fue elegido como regidor del distrito de La Molina por el Partido Popular Cristiano para el periodo municipal 1987-1989.
Postuló a la Cámara de Diputados por el Frente Democrático  en 1990 sin tener éxito y de igual manera en 2001 por Unidad Nacional.
Fue cuestionado por su participación en la fraudulenta venta de 12 hectáreas del Jockey Club en el año 2000, donde representaba a la empresa Amerinvest que tenía vínculos con el condenado exasesor presidencial de Alberto Fujimori, Vladimiro Montesinos.

### Congresista de la República
En las elecciones parlamentarias del año 2006, Castro resultó elegido como congresista de la república con
27,982 votos para el periodo parlamentario 2006-2011.
Durante su labor parlamentaria, presidió la Comisión de Justicia (2006-2008) y luego ejerció como vicepresidente de dicha comisión entre 2010 y 2011.
Luego de culminar su gestión congresal, Castro asumió la presidencia del Partido Popular Cristiano en 2011, derrotando a Juan Carlos Eguren. Apoyó la candidatura de Pedro Pablo Kuczynski de Alianza por el Gran Cambio en las elecciones generales del 2011 y luego el indulto al condenado expresidente, Alberto Fujimori.
Se presentó nuevamente como candidato al Congreso de la República por la Alianza Popular en las elecciones del 2016 con el número 2 de la lista de Lima. Sin embargo, Castro no resultó elegido ni tampoco ningún miembro de su partido y tras estos resultado, presentó su renuncia al Partido Popular Cristiano en diciembre del 2016.